# Purusa
Purusa (Sanskriet पुरुष) is in de vroege Veda's de Grootste (Kosmische) Persoon en ontwikkelde zich in de Upanishads tot de geest of het bewustzijn. In de samkhya-school van Kapila met zijn dualistische karakter staat het geestelijke passieve purusa tegenover het stoffelijke actieve prakrti.

## Lichaam van Purusa
In de Rigveda is de purusa nog een van de scheppende krachten. In mandala 10, hymne 90, Purusha sukta, wordt de purusa beschreven waarbij in vers 12 wordt verhaald hoe deze in verschillende stukken wordt gehakt, de brahmán (mond), rājanya (armen), vaiśya (dijen) en śūdra (voeten). Purusha had duizend hoofden, duizend ogen en duizend voeten en heerste over de onsterfelijkheid. 
Dit is wel uitgelegd als het ontstaan van de vier varna's (sociale klassen), waarbij zijn mond de priester (brahmana) werd, zijn armen de krijger (kṣatriya), de dijen het volk (vaiśya) en de voeten de dienaren (śūdra).
Deze uitleg wordt om meerdere redenen betwist. Allereerst wijkt de stijl af van alle andere hymnen, wat er op zou kunnen duiden dat deze later is toegevoegd. Daarnaast is het de enige plek waar śūdra genoemd wordt, waarmee de sociale klasse uit vier en niet uit drie bestaat. Ook wordt varṇa hier nog niet gebruikt om een sociale klasse aan te duiden, maar refereert aan kleur, voorkomen en vooral vorm. Ook de benamingen van de vier lichaamsdelen hadden nog niet de latere betekenis.
De maan werd uit zijn gedachten geboren, de zon uit zijn oog. Indra en Agni kwamen uit zijn mond en de wind werd uit zijn levensadem geboren. Uit Purusha's navel kwam het middelste gebied van de ruimte op en uit zijn hoofd ontwikkelde zich de hemel. Van zijn voeten kwam de aarde en de hemelkwartieren van zijn oor. Ook het lichaam van Viswakarma, de Al-Maker en kunstenaar van de goden, werd aan zichzelf geofferd. Wendy Doniger ziet in de ontleding van Purusha een parallel met andere Indo-Europese ontledingshymnes, zoals die van Ymir.

## Atman
In de samkhya-school werd purusa uiteindelijk gelijkgesteld met Atman, maar gold niet meer als overkoepelend zelf, maar als een verzameling individuen. Daarmee verdween ook de noodzaak tot een godsbegrip. Tegenover purusa stond de prakrti, een reële werkelijkheid, dit in tegenstelling tot het monisme van de Upanishads en de vedanta-school waar de werkelijkheid een illusie is, de maya.
Ook in de Yogasoetra's van Patanjali (2e eeuw v. Chr.) zijn de purusa's individuele eenheden van bewustzijn (jivatman), die tot moksha of kaivalya (bevrijding) komen als de yogi het pad van yoga volgt. Bevrijding betekent eenwording, het opgaan van het individuele bewustzijn (jivatman) in het 'Bewustzijn van de Allerhoogste' (paramatman, Brahman). Dan heeft de yogi kaivalya bereikt.

## Purusa en prakriti
Purusa verenigde zich met prakriti, waardoor de kracht van Maya (illusie) de purusa het besef van zijn eigen werkelijke aard ontnam. Het resultaat was avidya (onwetenheid), de eerste klesa (pijn) en wortel van de vier andere klesa's.
Purusa kreeg 'ik'-bewustzijn opgelegd, waardoor hij zich met zijn 'voertuigen' (kosha's) identificeerde en met de omgeving waarin zijn bewustzijn werd 'ondergedompeld'. De sluier van asmita ('ik-heid') bedekte zijn svarupa (ware aard) en deze dient verwijderd te worden om bevrijding van beperkingen en illusies te vinden. Dit vormt de basis van de hele Yoga-filosofie. De beoefening van ishvarapranidhana (zelfovergave aan Ishvara, God), het vijfde gebod van niyama, is een middel om dit 'ik-bewustzijn' op te lossen.
Het doel van de vereniging van purusa en prakriti ('Sva-svami-saktyoh svarupopalabdhi-hetuh samyogah') is, dat: 
- purusa het besef krijgt van zijn ware aard
- de krachten in purusa en prakriti worden ontplooid (Yogasoetra's van Patanjali II, 23)[4]